# Estación de Tannay
La estación de Tannay es un apeadero ferroviario ubicado en la comuna de Tannay, en el cantón de Vaud.
El apeadero se accede desde la calle Route François Louis Duvillard, en el sureste del núcleo urbano de Tannay. En términos ferroviarios, el apeadero se sitúa en la línea Ginebra - Lausana, que por esta zona cuenta con tres vías debido a la intensidad del tráfico ferroviario. Tiene un único andén, a los que acceden las tres vías que pasan por la estación, y en las que paran los trenes Regio con destino Coppet o Ginebra, el único servicio ferroviario con el que cuenta la estación.
Las dependencias ferroviarias colaterales del apeadero son el apeaderos de Mies en dirección Ginebra y la estación de Coppet hacia Lausana.

## Servicios ferroviarios
En la estación solo efectúan parada los trenes Regio que tienen con destino Coppet procedentes de Lancy-Pont-Rouge y de Ginebra:
- R Lancy-Pont-Rouge - Ginebra-Cornavin - Versoix - Coppet. Tiene una frecuencia de 30 minutos los días laborables, que asciende a una hora los fines de semana y festivos, con un amplio horario que comienza a las 5 de la mañana y finaliza pasada la medianoche.[1]